# Triphyllozoon floribundum
Triphyllozoon floribundum is een mosdiertjessoort uit de familie van de Phidoloporidae. De wetenschappelijke naam van de soort is voor het eerst geldig gepubliceerd in 1999 door Hayward.